# Мурафський деканат
Мурафський деканат — один з 8 католицьких деканатів Кам'янець-Подільської дієцезії Римо-Католицької церкви в Україні.

## Парафії

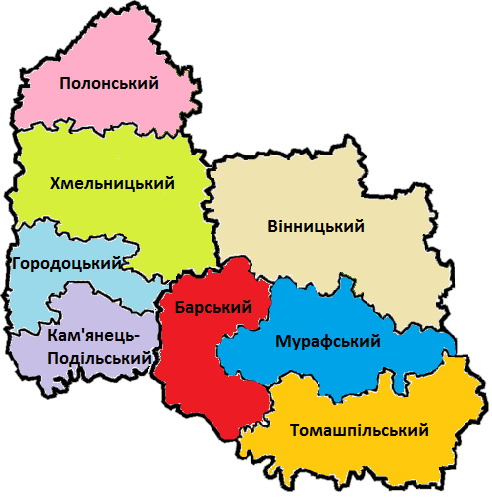
Карта деканатів Кам'янець-Подільської дієцезії

- Аристівка — Найсвятішого Серця Господа Ісуса
- Брацлав — Божої Матері Святого Скапулярія
- Гайсин — Воздвиження Святого Хреста
- Ганнопіль — Матері Божої Фатімської
- Гнівань — Святого Йосипа Обручника Пресвятої Діви Марії
- Гранів — Преображення Господнього
- Деребчин — Матері Божої Безустанної Допомоги
- Довжок — Божого Милосердя
- Зведенівка — Святого Йосипа Ремісника
- Кобелецьке — Матері Божої Фатімської
- Козлівка– Святого Франциска
- Копіївка — Святих Апостолів Петра і Павла
- Красне — Святого Йосипа Обручника Пресвятої Діви Марії
- Ладижин — Внебовзяття Пресвятої Діви Марії
- Лозова — Непорочного Зачаття Пресвятої Діви Марії
- Мала Деребчинка — Непорочного Серця Пресвятої Діви Марії
- Михайлівка — Святого Архангела Михаїла
- Мурафа — Непорочного Зачаття Пресвятої Діви Марії
- Немирів — Святого Йосипа Обручника Пресвятої Діви Марії
- Пасинки — Господнього Провидіння
- Пеньківка — Святого Станіслава
- Печера — Святого Андрія Боболі
- Плебанівка — Святого Брата Альберта
- Політанки — Матері Божої Фатімської
- Рахни Лісові — Божого Милосердя
- Розкіш — Найсвятішого Серця Ісуса
- Самчинці — Святої Марії Магдалини
- Строїнці — Найсвятішого Серця Господа Ісуса
- Сутиски — Божого Милосердя
- Теплик — Святого Станіслава
- Тиврів — Святого Михайла Архангела
- Тульчин — Матері Божої Святого Розарія
- Шаргород — Святого Флоріана
- Юхимівка — Святого Антонія